# Collège des Jésuites de Chaumont
Pour les articles homonymes, voir Basilique Saint-Jean Baptiste.
Le collège des Jésuites est un ancien édifice religieux de la ville de Chaumont en France. Situé au cœur de la ville, il est actuellement un collège.
La chapelle fait l’objet d’un classement au titre des monuments historiques par la liste de 1840.

## Histoire
L'implantation des Jésuites à Chaumont date de 1617 sous l'influence des familles Roses et Des Hauts. Ces fervents défenseurs de la foi catholique étaient liés à la famille de Guise. La chapelle a été construite grâce à de nombreux dons de fidèles de la ville entre 1629 et 1640. Elle se situe au 48 rue Victoire-de-la-Marne. Inaugurée le 18 février 1640 elle est le dernier vestige du collège d'origine. La façade actuelle est une restauration de 1817.

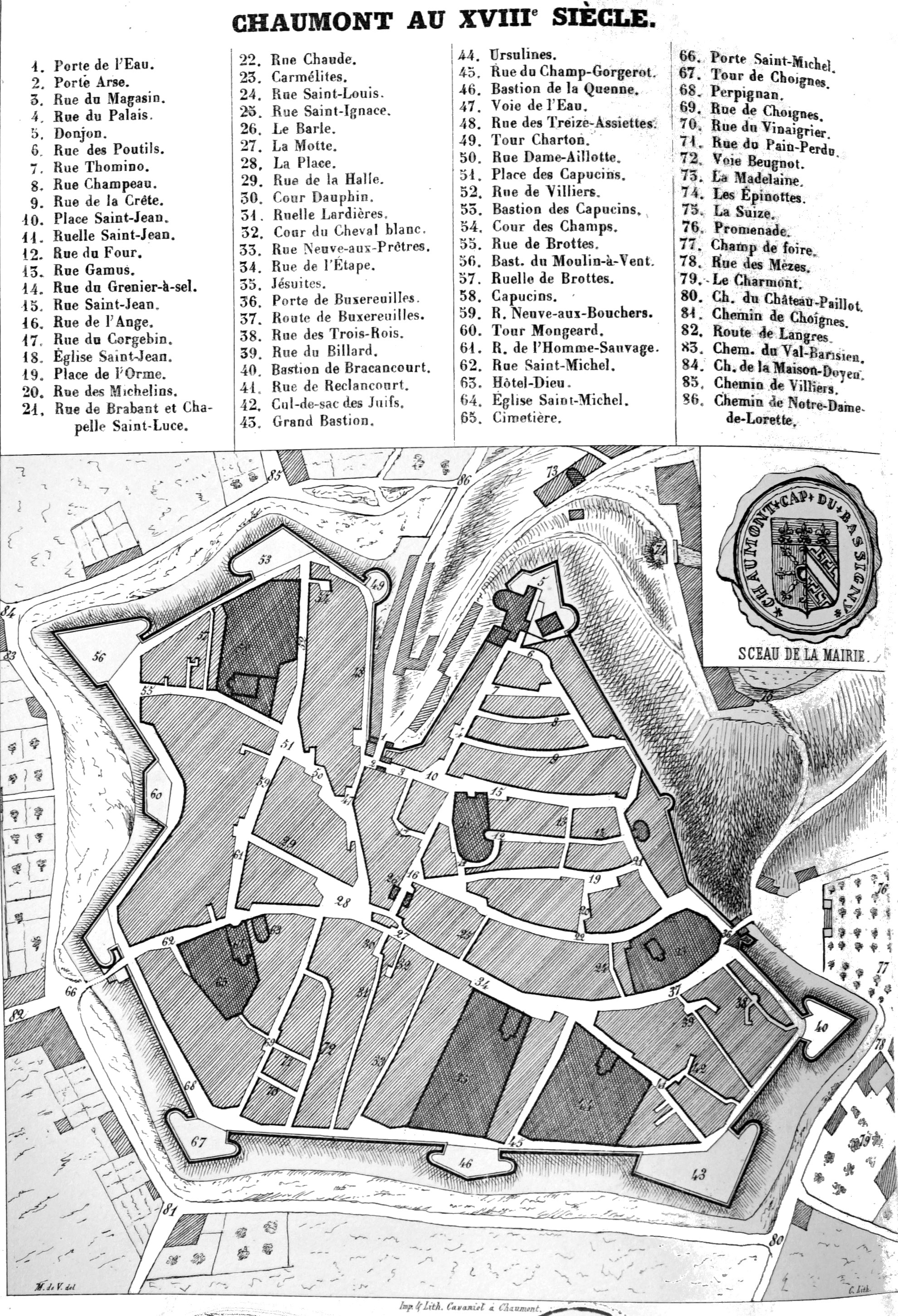
e 33, en bas au centre est l'emprise du collège et de la chapelle des Jésuites au XVIIIe siècle.
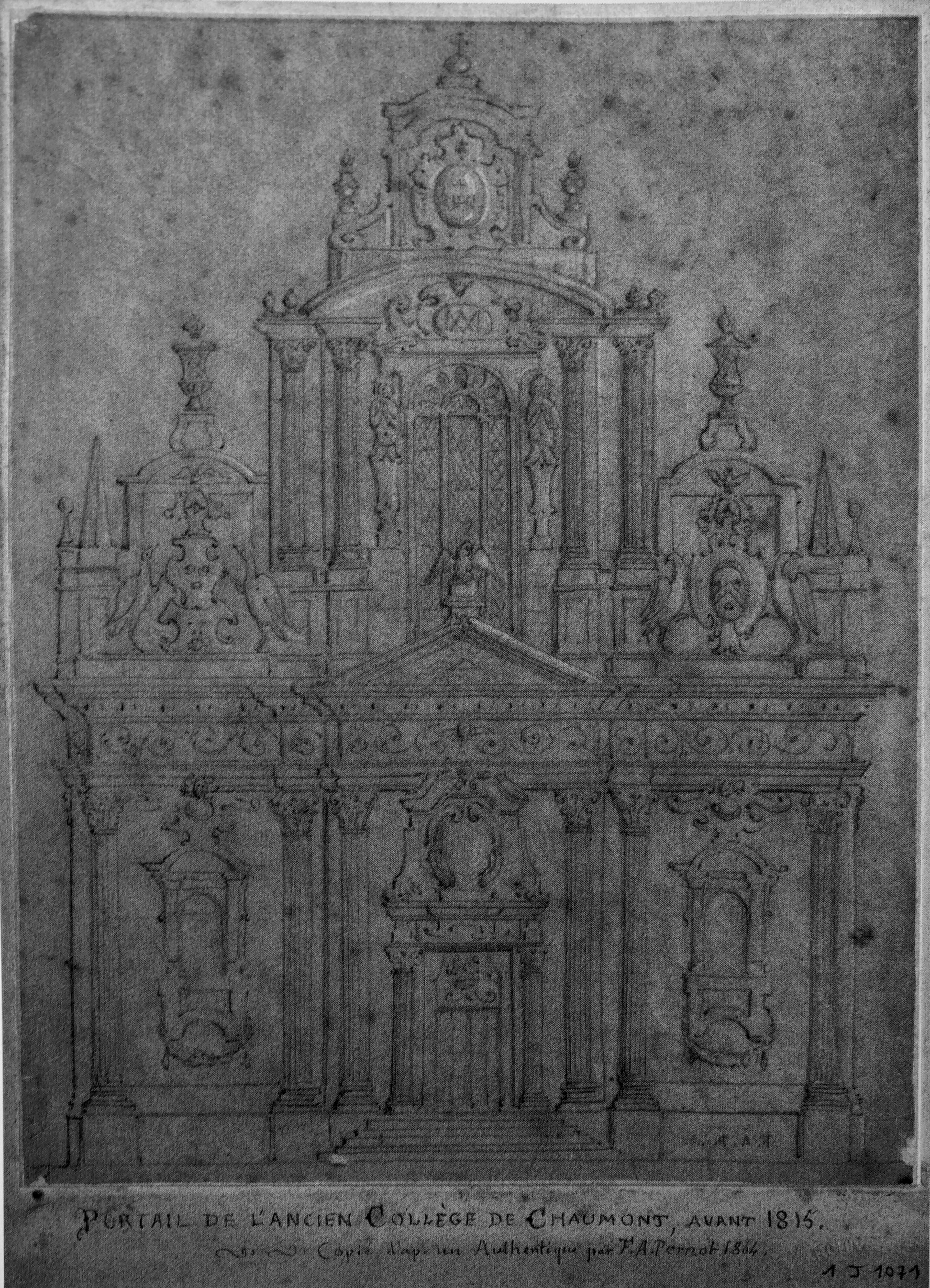
Ancien portail, par Pernot,
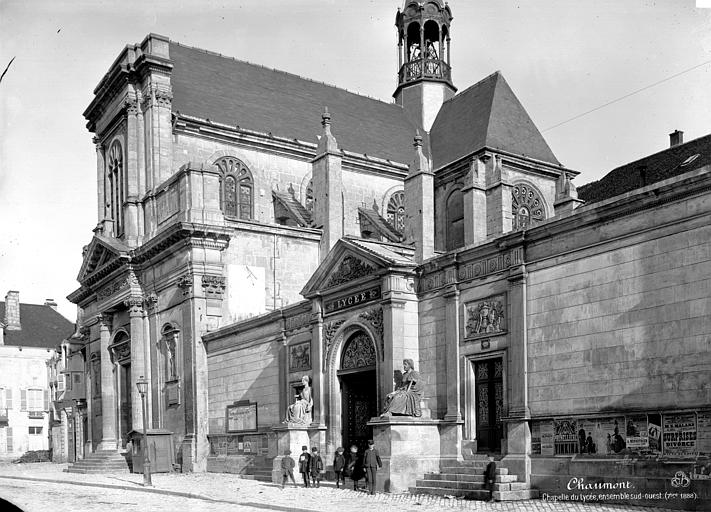
en 1888, photographie de Séraphin-Médéric Mieusement.

## Architecture
Elle est typique du style des Jésuites et est richement décorée entre autres par un retable de Claude Collignon et d'un haut relief de Jean-Baptiste Bouchardon.

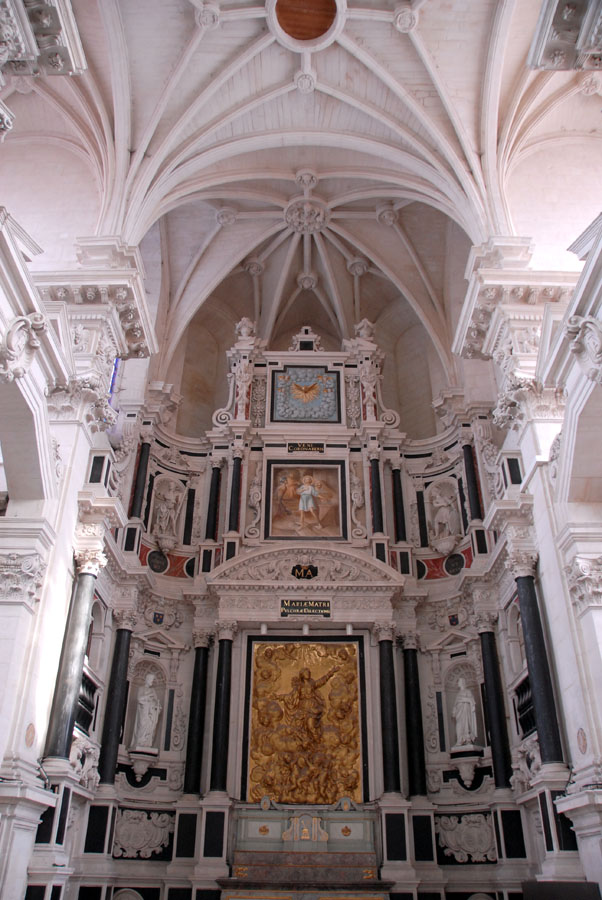
Autel principal,
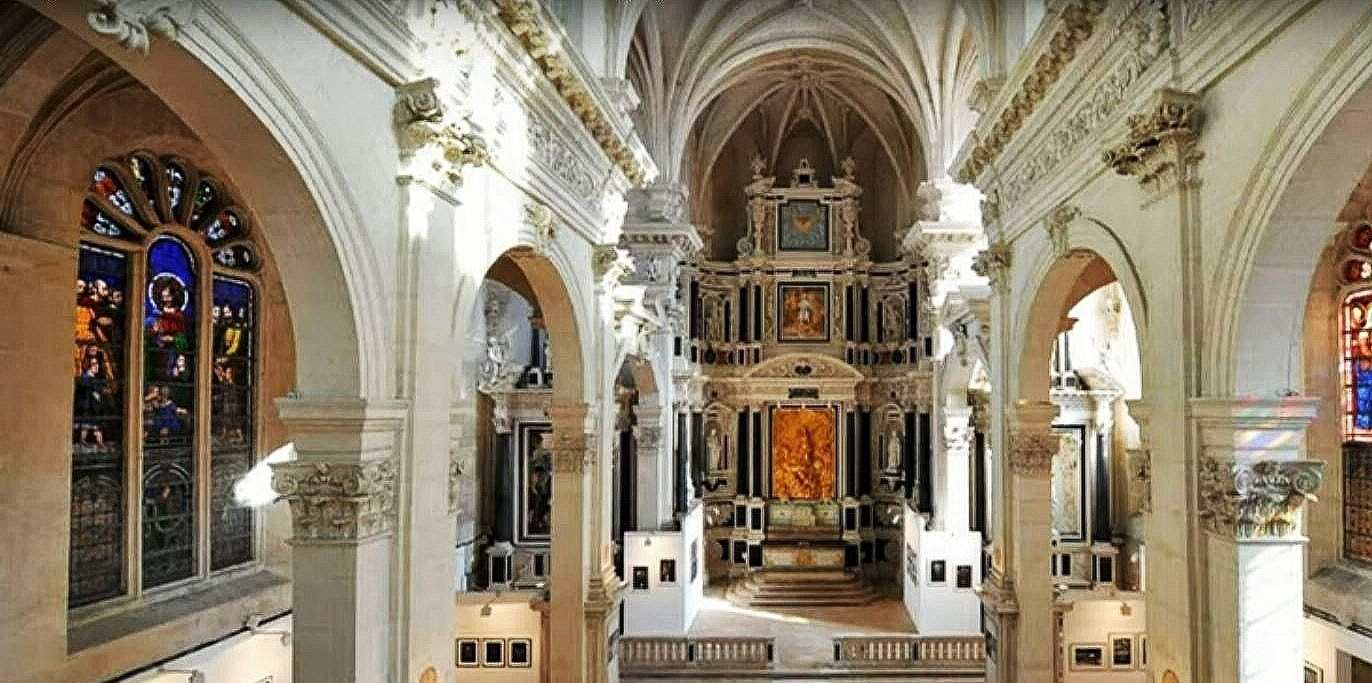
la Chapelle du Collège des Jésuites
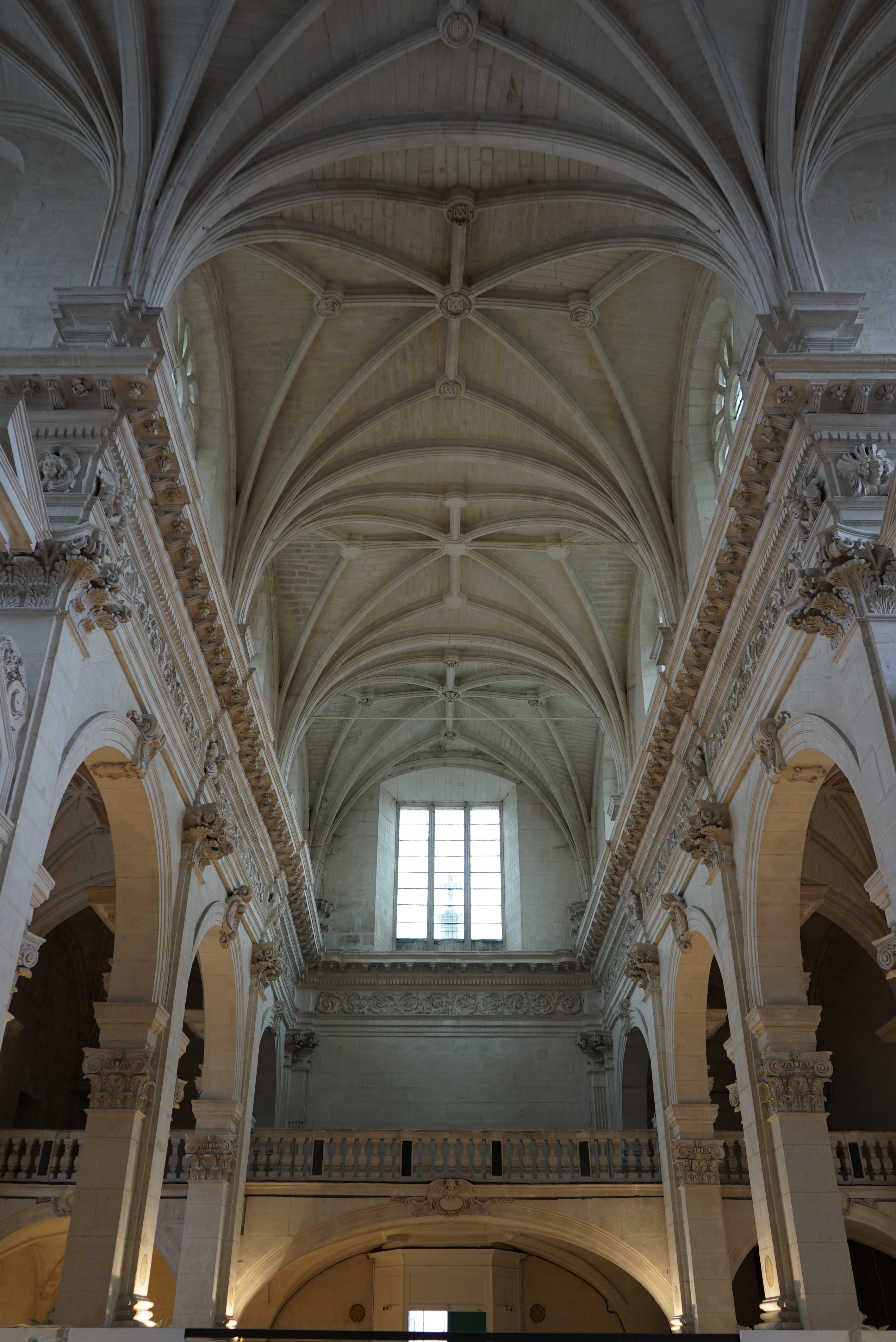
la nef,
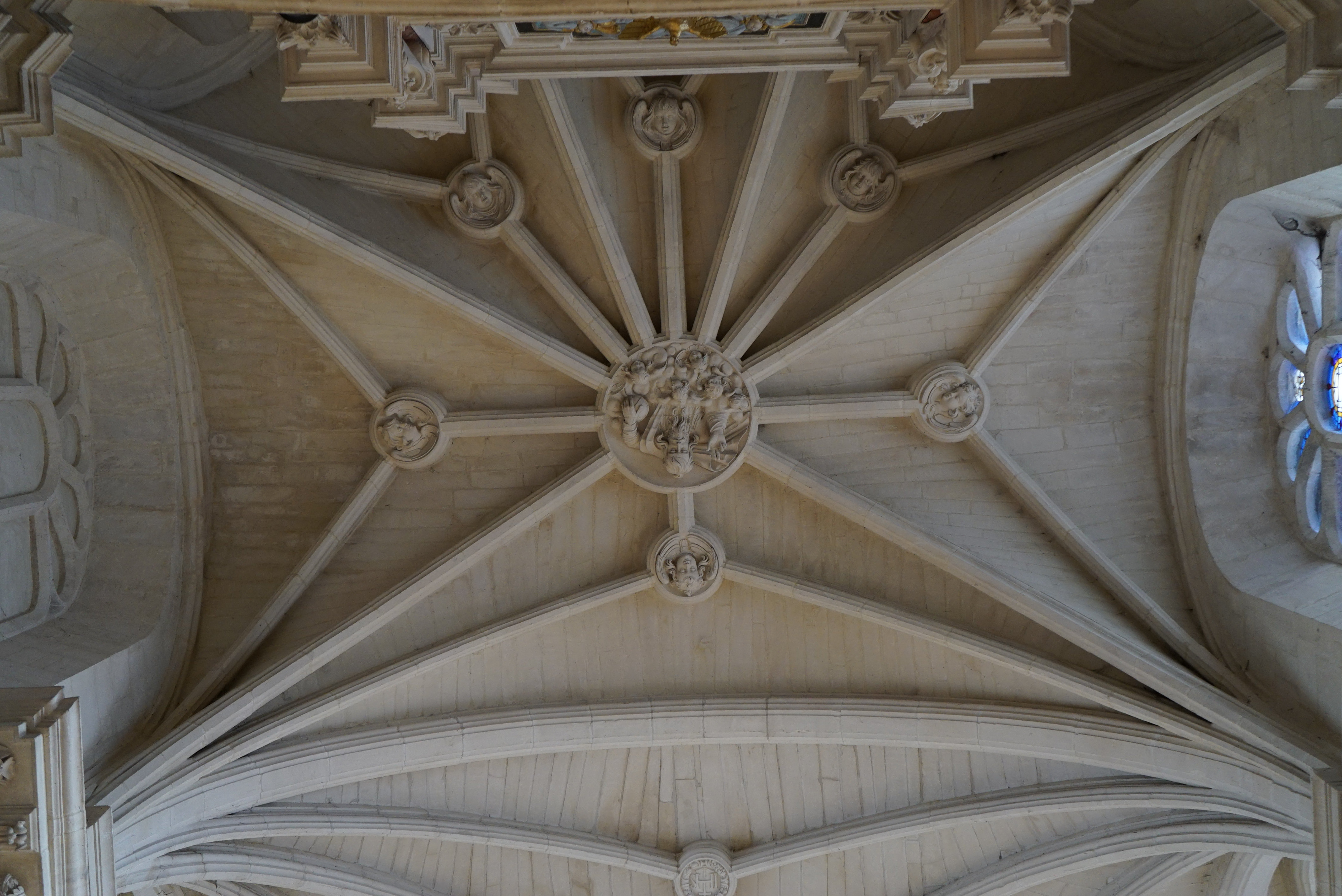
plafond de l'abside.
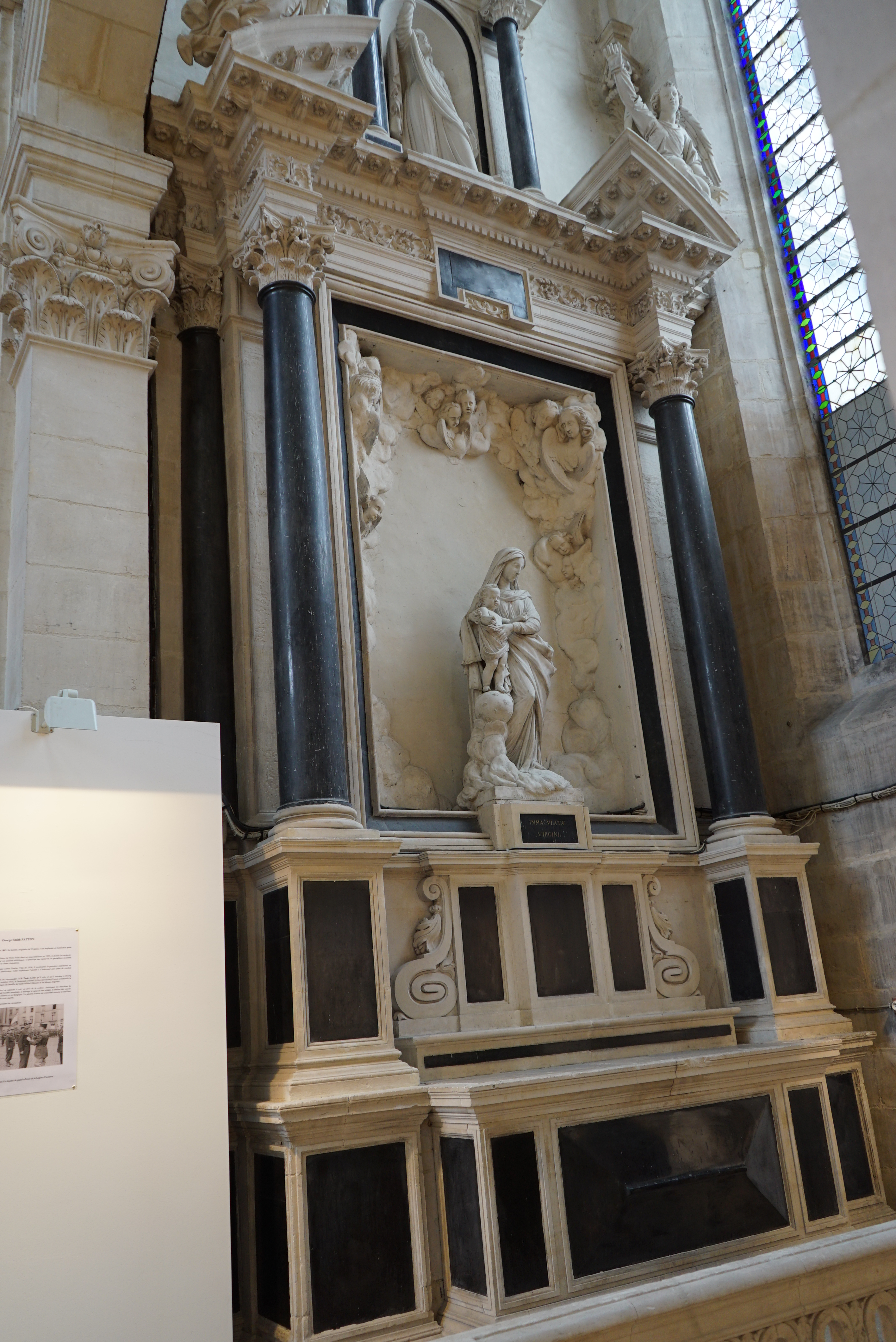
autel sud,

### Chapelles
La chapelle latérale sud est dédiée à Marie et possède une statue de Marie à l'enfant Jésus en calcaire polychrome du XVIIe siècle .

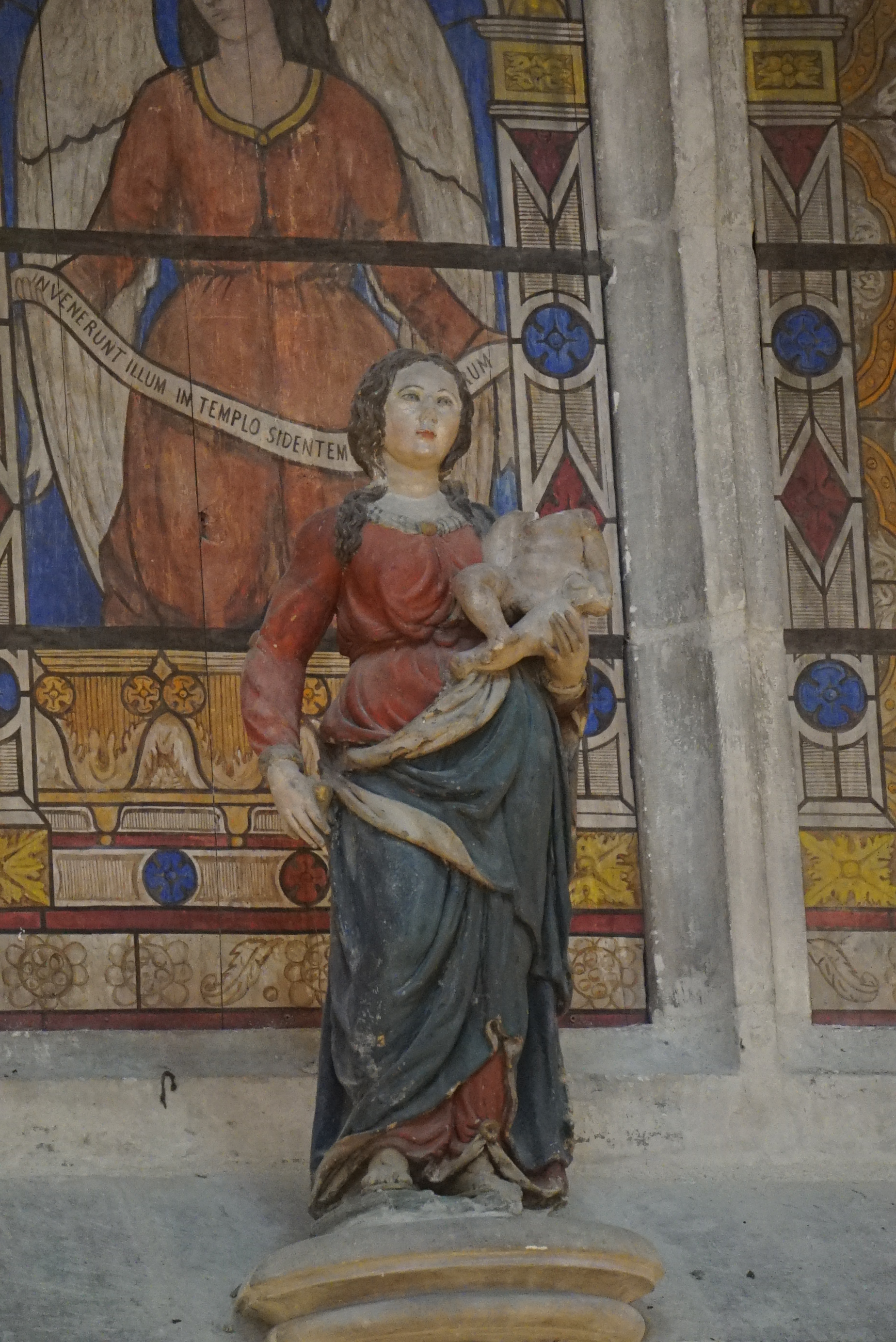
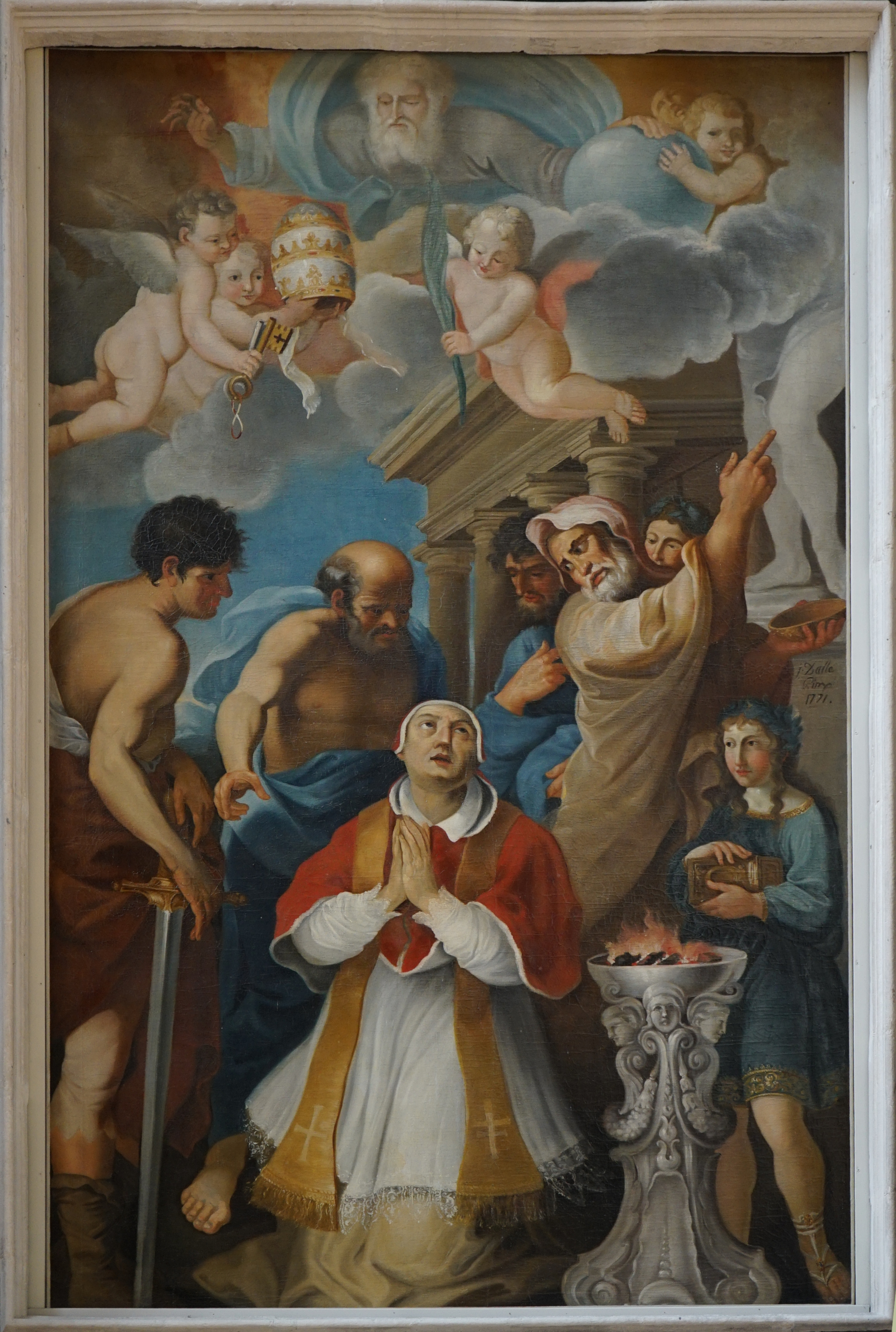

La chapelle latérale du nord avec son tableau montrant le martyre du pape Luce.